# Ligue de la contre-réforme catholique
Pour les articles homonymes, voir CRC.
La Ligue de la contre-Réforme catholique (C.R.C.) est un mouvement fondé par Georges de Nantes en 1970 né de l'opposition au concile Vatican II.
Ce mouvement situé à l'extrême droite, est considéré comme sectaire par l'Unadfi et listé dans le rapport parlementaire de 1995 sur les sectes.

## Historique
Le mouvement a été mis au ban de l'Église catholique par la hiérarchie. Georges de Nantes était déjà suspens a divinis dans le diocèse de Troyes depuis le 25 août 1966, avant même la création de la C.R.C.
En juillet 1996, Gérard Daucourt, évêque de Troyes, met en garde ses diocésains contre « les pratiques contraires à la foi catholique » de l'abbé de Nantes dans un communiqué de presse. Le 10 mars 1997, l'évêque adresse à l’abbé de Nantes une monition canonique, puis le frappe d'interdit le 1er juillet.
Georges de Nantes adresse en 1997 un recours à la Congrégation pour la doctrine de la foi, selon les règles du droit canon, qui est finalement rejeté.

## Positions marquantes au sujet de l'Église catholique
Le mouvement conteste au plan doctrinal le concile Vatican II, l'accusant de professer de nombreuses erreurs, et en appelle au jugement du pape.

## Mouvement sectaire et apocalyptique
Alors que Georges de Nantes se fait le défenseur de Franco, Salazar et Pétain, jusqu'à l'apologie de l'Allemagne hitlérienne, ou encore prophétise des événements apocalyptiques, son organisation est classée, sous le nom de « Communauté des petits frères et des petites sœurs du Sacré-Cœur », parmi les mouvements sectaires dans un rapport parlementaire de 1995.

### Doctrine de la Ligue
- Les 150 points de la Phalange : catholique, royale, communautaire, Association de la Contre-réforme catholique au XXe siècle (1996)